# Оркестр в пути (альбом)
«Оркестр в пути» — четвёртый студийный альбом группы «Секрет», выпущенный в 1991 году. Альбом был издан фирмой МП «Русский диск» на 12-дюймовой грампластинке. Восемь из десяти песен, вошедших в альбом, были переизданы на CD на пятом студийном альбоме группы «Не переживай» в 1994 году.
Альбом является первым альбомом группы, выпущенным после ухода из группы Максима Леонидова и последним, по настоящий момент, изданным на виниле. В записи альбома приняла участие группа «Кейптаун», созданная в 1990 году и являющаяся постоянным участником концертных выступлений группы «Секрет».
В 2022 году кавер на композицию «В жарких странах» вошёл в мюзикл «Ничего не бойся, я с тобой» по песням группы и в саундтрек к нему.

## Список композиций
Слова и музыка Николай Фоменко, если не указано иное.
| №   | Название                                                                | Текст песни                          | Музыка                               | Длительность |
| --- | ----------------------------------------------------------------------- | ------------------------------------ | ------------------------------------ | ------------ |
| 1.  | «Оркестр в пути»                                                        |                                      |                                      | 4:44         |
| 2.  | «Эй, парень!»                                                           |                                      |                                      | 3:38         |
| 3.  | «В дальних странах» (во всех последующих изданиях - «В жарких странах») | Николай Фоменко                      | Николай Фоменко, Алексей Мурашов     | 4:34         |
| 4.  | «Кончайте, папа!»                                                       | Николай Фоменко, Андрей Заблудовский | Николай Фоменко, Андрей Заблудовский | 3:05         |
| 5.  | «Шаг за шагом»                                                          |                                      |                                      | 4:30         |
| 6.  | «Пора бежать!»                                                          |                                      |                                      | 4:03         |
| 7.  | «Она так любит»                                                         | Илья Бояшов                          | Илья Бояшов, Алексей Мурашов         | 3:43         |
| 8.  | «Она считает меня дураком»                                              | Николай Фоменко                      | Николай Фоменко, Алексей Мурашов     | 3:17         |
| 9.  | «Ночь»                                                                  |                                      |                                      | 4:54         |
| 10. | «Не говори мне: „Прощай!“»                                              |                                      |                                      | 5:12         |

## Реакция и критика
Известно, что пластинке не удалось повторить успех двух предыдущих. Однако критики отмечали высокое качество музыкального материала:

Мало кто верил, что после ухода Леонидова «Секрет» останется, удержится, всплывет. А они — после трех месяцев бессонных ночей — написали диск «Оркестр в пути». Сложно сказать, войдет ли в золотой фонд рок-музыки их пластинка, их цельная, классно проработанная программа, но то, что они сделали — интереснейшее соединение, так не похожее на все привычное и знакомое нам. Профессиональная игра музыкантов оркестра «Кейптаун», который работает вместе с «Секретом», и откровенное ерничество, мелодическая изысканность и истинно питерская интеллигентность текстов, чуточку, правда, приперченная максимализмом и круто залитая безудержной энергией артистов.— Левон Огаджанян «Я знаю один „Секрет“»

## Участники записи

### Трио «Секрет»
- Николай Фоменко — вокал, ритм-гитара;
- Андрей Заблудовский — вокал, соло-гитара;
- Алексей Мурашов — вокал, ударные.

### Группа «Кейптаун»
- Борис Романов — труба;
- Александр Кайков — тромбон;
- Сергей Золотов — саксофон;
- Евгений Пескин — гитара;
- Владимир Кушнир — клавишные;
- Валерий Михайлов — клавишные;
- Вячеслав Крюков — бас-гитара;
- Павел Разживин — ударные.

Звукорежиссёр — А. Докшин, редактор — И. Рябова.

## Концертная программа «Оркестр в пути»
За какой-то месяц мы сделали программу. Написали новую музыку, стихи. Ни одной старой нашей заготовки не использовали. Ничего чужого. Мы объявили конкурс, собрав под нашу крышу музыкантов Ленинграда, которые помогают нам в этой программе.— Николай Фоменко.